# Jeux olympiques antiques
Pour les Jeux modernes, voir Jeux olympiques.

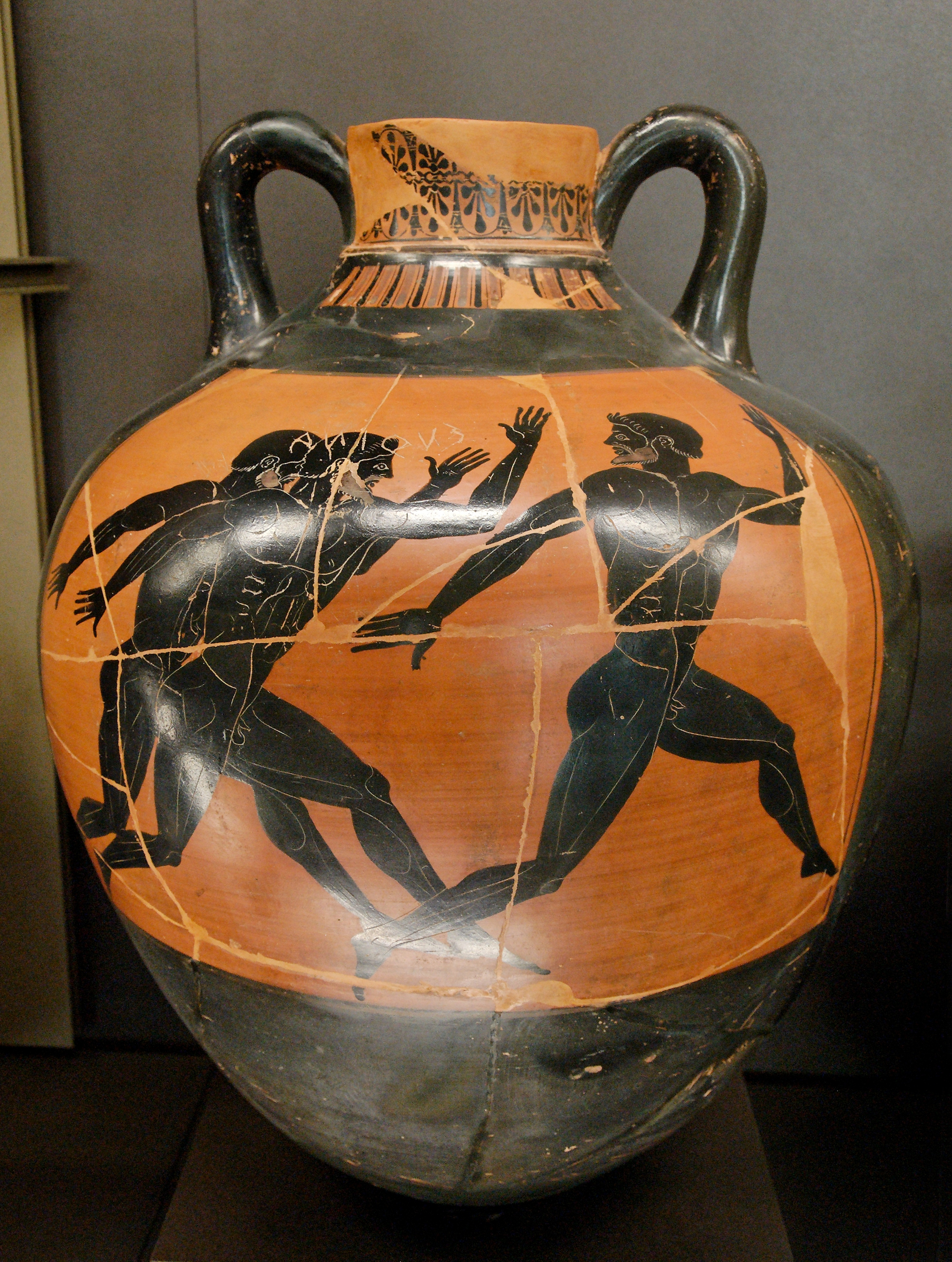
Course à pied. Amphore panathénaïque du Peintre de Cléophradès.
500 av. J.-C. Musée du Louvre (F 277).

Les jeux olympiques antiques (en Ὀλυμπιακοὶ Ἀγώνες / Olumpiakoì Agốnes) sont des concours sportifs pentétériques (qui ont lieu tous les quatre ans) organisés entre les cités grecques antiques. Ils sont créés au cours du VIIIe siècle av. J.-C. (en 776 av. J.-C. selon la datation traditionnelle) dans le cadre d'un festival religieux en l'honneur de Zeus olympien et perdurent pendant plus de mille ans. On fixe traditionnellement les derniers concours en 393 ap. J.-C., peu après l'édit de Théodose ordonnant l'abandon des lieux de cultes de la religion grecque antique.

## Sources
Les concours athlétiques d'Olympie sont connus principalement par la Description de la Grèce de Pausanias, les odes de Pindare, les vestiges du site archéologique d'Olympie et la peinture sur vases. Ces témoignages renvoient tous à des périodes différentes : Pausanias écrit au milieu du IIe siècle apr. J.-C., alors que le stade d'Olympie date au plus tard de 350 av. J.-C. et que les vases représentant des épreuves athlétiques datent principalement de la fin du VIe siècle av. J.-C. et du Ve siècle av. J.-C. De plus, une partie de ces vases dépeignent en fait les épreuves des Panathénées athéniennes. L'interprétation de ces témoignages doit donc être menée avec précaution. Enfin, l'historien peut s'appuyer sur une reconstitution des jeux Néméens organisée le 1er juin 1996 par la Société pour la Renaissance des jeux Néméens, qui a permis de tester en pratique différentes hypothèses.

## Les concours sportifs dans la Grèce antique
Les jeux olympiques sont la première manifestation des jeux panhelléniques qui se déroulent régulièrement en Grèce, avec des cycles de deux ou quatre ans. À partir du VIe siècle av. J.-C. sont créés trois autres concours, l'ensemble constituant la « période » :
- les jeux isthmiques à Corinthe ;
- les jeux néméens à Némée ;
- les jeux pythiques à Delphes.

## Origine mythique

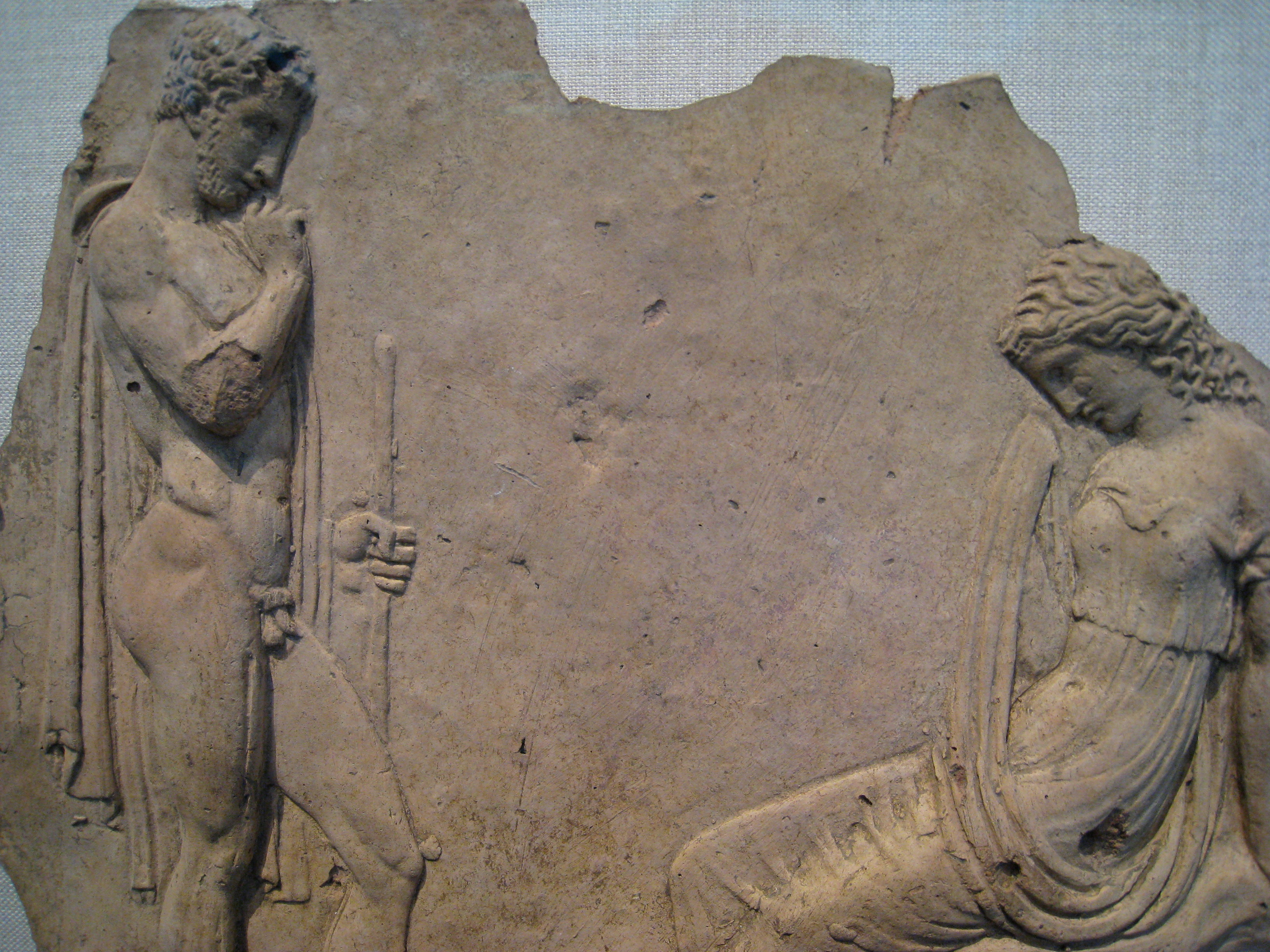
Pélops et Hippodamie. Metropolitan Museum of Art.

La première mention de jeux sportifs dans la littérature grecque remonte à Homère qui décrit dans le chant XXIII de l’Iliade des jeux funéraires (en) organisés par Achille pour honorer la mémoire de Patrocle tué lors de la guerre de Troie.

« Fils d’Atrée, et vous autres, Achéens porteurs de bonnes jambières, voici déposés là les prix qui, dans la compétition, attendent les hommes d’attelages. Si nous, les Achéens, nous faisions aujourd’hui des jeux en l’honneur d’un autre, croyez-moi, je m’emparerais du premier prix et l’emporterais dans mon pavillon. »

— Homère, Iliade, chant XXIII, vers 272-275.
L'origine des jeux olympiques est expliquée par plusieurs mythes concurrents. Dans le premier, les jeux sont fondés par le héros Pélops. Pélops demande la main d'Hippodamie, fille du roi Œnomaos. Celui-ci a l'habitude d'organiser une course de chars l'opposant aux prétendants de sa fille ; les vaincus sont tués. Treize candidats ont déjà échoué quand Pélops fait sa demande. Le héros fait appel à Poséidon, son ancien éraste, qui lui confie un char en or et des coursiers ailés : Pélops remporte la victoire et la main de la jeune fille. Phérécyde précise qu'Hippodamie, éprise du jeune homme, fait saboter le char de son père, qui se brise pendant la course et cause la mort d'Œnomaos. Pélops institue alors les Jeux olympiques pour expier ce crime, ce que rappelle l'oracle de Delphes dans l'une de ses déclarations : « [Pélops] institua des festivités et un concours pour la mort d'Œnomaos. » Des images votives de chevaux, découvertes sous les fondations du plus ancien sanctuaire d'Olympie tendent à prouver que des courses de chars eurent lieu sur cet emplacement, bien avant la date traditionnelle de 776 donnée par Strabon pour la première victoire dans la course à pied remportée par Korœbos,.
Dans un deuxième mythe, également cité par l'oracle de Delphes, Héraclès institue les jeux en l'honneur de Pélops : « le fils d'Amphitryon […] établit les festivités et le concours pour la mort de Pélops, fils de Tantale ». Phlégon, un affranchi d'Hadrien, fait de Pélops et d'Héraclès respectivement les deuxième et troisième fondateurs des Jeux olympiques, le premier ayant été un certain Pisos, éponyme de Pise en Élide, lieu où se déroulent les jeux. La version la plus courante associe simplement les jeux olympiques à Pélops. L'apologiste chrétien Clément d'Alexandrie écrit ainsi au IIIe siècle apr. J.-C. que « ce sont les libations répandues en l'honneur de Pélops que s'approprie, sous le nom de jeux olympiques, le Zeus de Phidias ». Chez Pindare, Héraclès fonde les jeux après avoir tué Augias, qui lui avait refusé un salaire après l'avoir fait nettoyer ses écuries :

« Après sa victoire, le magnanime fils de Jupiter rassemble à Pise ses guerriers et les dépouilles qui sont le prix de sa valeur ; puis il dédie à son père, le puissant roi des dieux, un temple magnifique, trace dans une vaste plaine l'enceinte sacrée de l'Altis, et veut que l'espace qui l'environne soit destiné à recevoir les tables des festins. (…) Héraclès partagea les dépouilles de ses ennemis, et consacra les prémices de sa victoire par l'institution des solennités olympiques, qui se renouvellent tous les cinq ans. »

— Pindare, Olympiques X, vers 55 à 59.
Les orateurs attiques, tel Lysias, adoptent ce point de vue et en font un lieu commun.
Chez Pausanias, le fondateur des Jeux n'est pas Héraclès fils de Zeus, mais son homonyme, l'un des Dactyles du mont Ida de Crète : 

« Héraclès, qui était l'aîné, proposa en s'amusant, à ses frères, de s'exercer à la course, en disant qu'il couronnerait le vainqueur avec une branche d'olivier sauvage ; il y avait en effet dans cet endroit une si grande quantité de ces oliviers, qu'on amassait leurs feuilles vertes pour se faire des lits. (…) L'honneur de la première institution des jeux Olympiques appartient donc à Héraclès Idaeen, et ce fut lui qui leur donna ce nom ; il ordonna qu'on les célébrât tous les cinq ans, parce qu'ils étaient cinq frères. »

## Histoire

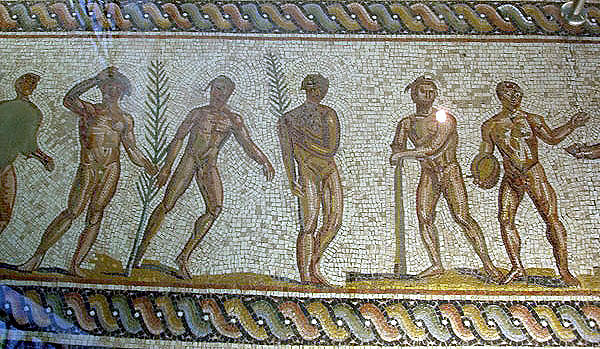
Mosaïque représentant des athlètes couronnés. Musée archéologique d'Olympie.

Les premiers jeux Olympiques sont réputés avoir pris place à l'initiative d'Iphitos, roi d'Élide. Pausanias écrit ainsi : « Iphitos, descendant d'Oxylos, et contemporain de Lycurgue, qui donna des lois à Lacédémone, fit célébrer des jeux à Olympie, renouvela les fêtes olympiques, et la trêve dont l'usage avait cessé. » Au cours de cette trêve aurait été organisée la première épreuve sportive, une course à pied (le stadion), remportée par un certain Corèbe d'Élis, cuisinier de son état. Le sophiste Hippias d'Élis fixe la date de ces premiers jeux en 776 av. J.-C.
La date de 776 est retenue selon toute probabilité apocryphe : elle correspond à 75 olympiades (périodes de quatre ans) en comptant à partir de 476 av. J.-C., date des premiers Jeux après la victoire grecque de Salamine contre les Perses : durant ces Jeux se tient pour la première fois une cour olympique chargée d'arbitrer les conflits entre les Grecs. Chargé en 400 av. J.-C. par la cité d'Élis d'écrire l'histoire des premiers temps olympiques, Hippias aurait arbitrairement choisi la date de 776 av. J.-C. pour célébrer la naissance de l'olympisme 75 olympiades plus tard. Les détails fournis par Hippias pour le premier et le deuxième siècle des jeux sont probablement inventés : aucune trace écrite n'était conservée à l'époque. L'attribution par Hippias de la création des Jeux par un roi d'Élis permet de légitimer la mainmise de la cité, son commanditaire, sur l'organisation du concours ; elle fait également de la paix et de l'harmonie entre Grecs l'élément central des jeux. Ce programme politique explique que la chronique d'Hippias soit considérée avec suspicion dès l'Antiquité,.
L'archéologie conforte néanmoins la tradition selon laquelle les cultes sont très anciens sur le site : un grand nombre d'offrandes de l'époque géométrique ont notamment été retrouvées à Olympie. Le premier culte rendu par les premiers habitants de la vallée de l'Alphée, au XIe siècle av. J.-C., est en l'honneur de la déesse Gaïa. Au siècle suivant, un autel est dressé à Zeus et se voit associer un oracle qui lui préexistait peut-être ; un culte héroïque est rendu à Pélops sur sa tombe présumée tandis que le culte rendu aux déesses de la fertilité, Déméter, Aphrodite et Artémis se poursuit. Vers 700 av. J.-C., le festival en l'honneur de Zeus olympien gagne en renommée, conduisant à la création d'un stade. Ainsi, des jeux sont instaurés dans le programme olympique parce que le sanctuaire est réputé, et non l'inverse : les cérémonies religieuses précédent les jeux sportifs, et restent prédominantes dans le programme des Jeux.
La popularité des jeux Olympiques se développe d'abord en Sicile, dont les cités ont été fondées par des colons péloponnésiens avec l'aide des devins d'Olympie. Au VIe siècle av. J.-C., les épinicies (odes de victoire) de Simonide de Céos, Bacchylide et Pindare montrent que les tyrans siciliens apprécient particulièrement les jeux, mais que les vainqueurs proviennent de l'ensemble de l'Hellade. À cette époque, Olympie tient des registres fiables des noms des champions olympiques à toutes les épreuves. La liste compilée par Hippias de son côté est révisée par Aristote. Aucune de ces listes ne nous est parvenue, si ce n'est pas l'intermédiaire d'auteurs postérieurs comme Pausanias. L'information est complétée, à partir du IIe siècle av. J.-C., par l'habitude prise par les athlètes de faire recenser leurs victoires sur les socles de leurs effigies.
À l'époque hellénistique puis romaine, le prestige des Jeux explique l'organisation, dans différentes cités du monde grec, de concours isolympiques, c'est-à-dire « pareils aux jeux olympiques », dont les épreuves et le déroulement sont copiés sur ceux d'Olympie. Des jeux olympiques sont ainsi institués à Antioche sous le règne d'Auguste ; ils perdurent jusqu'en 520 ap. J.-C., soit bien après ceux d'Olympie. Au Ier siècle apr. J.-C., Néron prend personnellement part à la course de chars et fait élever à Olympie une « maison des athlètes » qui sera achevée par Domitien.
Sylla organisa à Rome en 81 et 80 av. J.-C. des ludi Victoriae Sullanae, des jeux pour célébrer sa victoire. La première année, les compétitions furent principalement artistiques, mais en 80, des épreuves athlétiques furent organisées. Pour les rendre intéressantes, le dictateur romain convoqua tous les athlètes grecs. Cela eut pour conséquence la quasi-annulation des Jeux olympiques cette année-là. Seul le stadion des enfants fut couru, remporté par Épaénétos d'Argos.
En 393, l'empereur Théodose Ier, sous l'influence d'Ambroise, évêque de Milan, ordonne l'abandon des rites et des lieux de culte païens. L'édit signe probablement la fin des jeux olympiques, même si aucun document ne permet de connaître la date des derniers jeux avec certitude. On a longtemps cru qu'à l'époque, le site était déjà semi-détruit à la suite des incursions barbares et des séismes. Les fouilles menées récemment dans la zone sud-ouest du sanctuaire ont révélé qu'Olympie avait été épargnée par l'invasion des Hérules en 267 et que les dégâts causés par le tremblement de terre n'avaient été que partiels. Le site est resté prospère aux IIIe et IVe siècles. Il est possible que la fin des Jeux ne date pas de Théodose Ier, mais de Théodose II († 450).

## Organisation

### Préparatifs

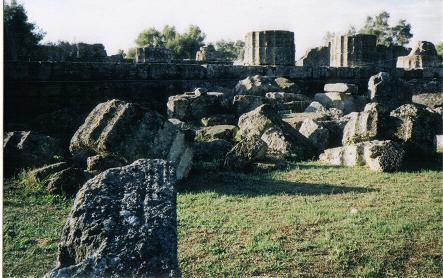
Ruines du temple de Zeus à Olympie.

Élis est la cité sur le territoire duquel se trouve le sanctuaire d'Olympie ; elle a donc la charge d'organiser les jeux et joue le rôle du village olympique moderne. Polybe en fait une « nation sacrée », bénéficiant d'une immunité permanente, mais on a soupçonné qu'il se contentait là de rapporter une tradition sans fondement. Dans les faits Élis n'était qu'une cité de second ordre, sans poids politique, ce qui, paradoxalement, a pu favoriser le succès de ses jeux et l'opulence du sanctuaire d'Olympie, dans le contexte de rivalités permanentes entre les cités-États plus puissantes.  
Dix mois avant le début des festivités, les instances qui supervisent les Jeux sont mises en place. Les magistrats les plus importants sont les hellanodices (Ἑλλανοδίκαι / Hellanodíkai), au nombre de dix à partir de 348 av. J.-C. Vêtus de pourpre, ils sont chargés de surveiller les épreuves et se répartissent en trois collèges, l'un chargé des épreuves hippiques, l'autre des différentes courses à pied et le dernier des autres épreuves. Leurs décisions peuvent être contestées devant le sénat olympique (Ὁλυμπικὴ βουλή / Olumpikế boulế) constitué de cinquante membres. Les hellanodices sont formés à leur tâche par des « gardiens des lois » (νομοφύλακες / nomophúlakes), probablement d'anciens vainqueurs olympiques. Ils sont tenus par serment de refuser les pots-de-vin.
Parallèlement, la trêve olympique (ἐκεχειρία / ekekheiría, soit Écéchiria) est proclamée par des hérauts (σπονδοφόροι / spondophóroi) qui parcourent toute la Grèce, dans le but d'assurer la sécurité des athlètes et des visiteurs qui se rendent à Olympie ou en reviennent. Les contrevenants sont sévèrement punis. Durant la guerre du Péloponnèse, Sparte est condamnée à une très lourde amende de 2 000 mines pour avoir violé la trêve en attaquant un fort et en envoyant des hoplites à Lépréon, en Élide. Comme les Spartiates refusent de payer, les Éléens les excluent des Jeux. En 348 av. J.-C., un dénommé Phrynon est attaqué par les troupes de Philippe II de Macédoine alors qu'il se rend aux Jeux. Alerté, Philippe lui rend tout ce que ses soldats lui ont dérobé ainsi qu'une compensation, et lui demande d'excuser ses troupes qui, selon lui, ignoraient qu'il s'agissait du mois sacré.
L'annonce sert également de convocation pour les athlètes, qui sont tenus d'arriver à Olympie au moins un mois avant les Jeux : un athlète en retard doit prouver qu'il a été retenu par la maladie, les pirates ou un naufrage, faute de quoi il est frappé d'une amende. Ainsi, en 93 av. J.-C., un certain Apollonios d'Alexandrie se voit reprocher d'avoir trop tardé pour venir ; l'athlète prétexte des vents contraires, mais l'un de ses compatriotes démontre qu'en réalité, il a pris part à des jeux publics en Ionie par appât du gain : Apollonios est exclu des épreuves. Le mois avant les Jeux est obligatoirement consacré à l'entraînement, les athlètes se mesurant les uns aux autres.
Les athlètes se soumettent à un entraînement et un régime stricts pour obtenir la victoire, comme le rappelle le philosophe stoïcien Épictète dans son Manuel. Initialement le régime alimentaire est commun (pain d'orge, de bouillie de froment, de noix, de figues sèches et de fromage frais). Pausanias mentionne qu'au milieu du Ve siècle, l'entraîneur Dromeus de Stymphale, ancien vainqueur olympique, introduit un régime carné plus adapté. L’hygiène de l’athlète consiste à prendre un bain puis s’enduire le corps d’huile d’olive et le saupoudrer de sable fin afin de réguler sa température et le protéger du soleil, voire des coups de bâton des hellanodices.

### Installations sportives

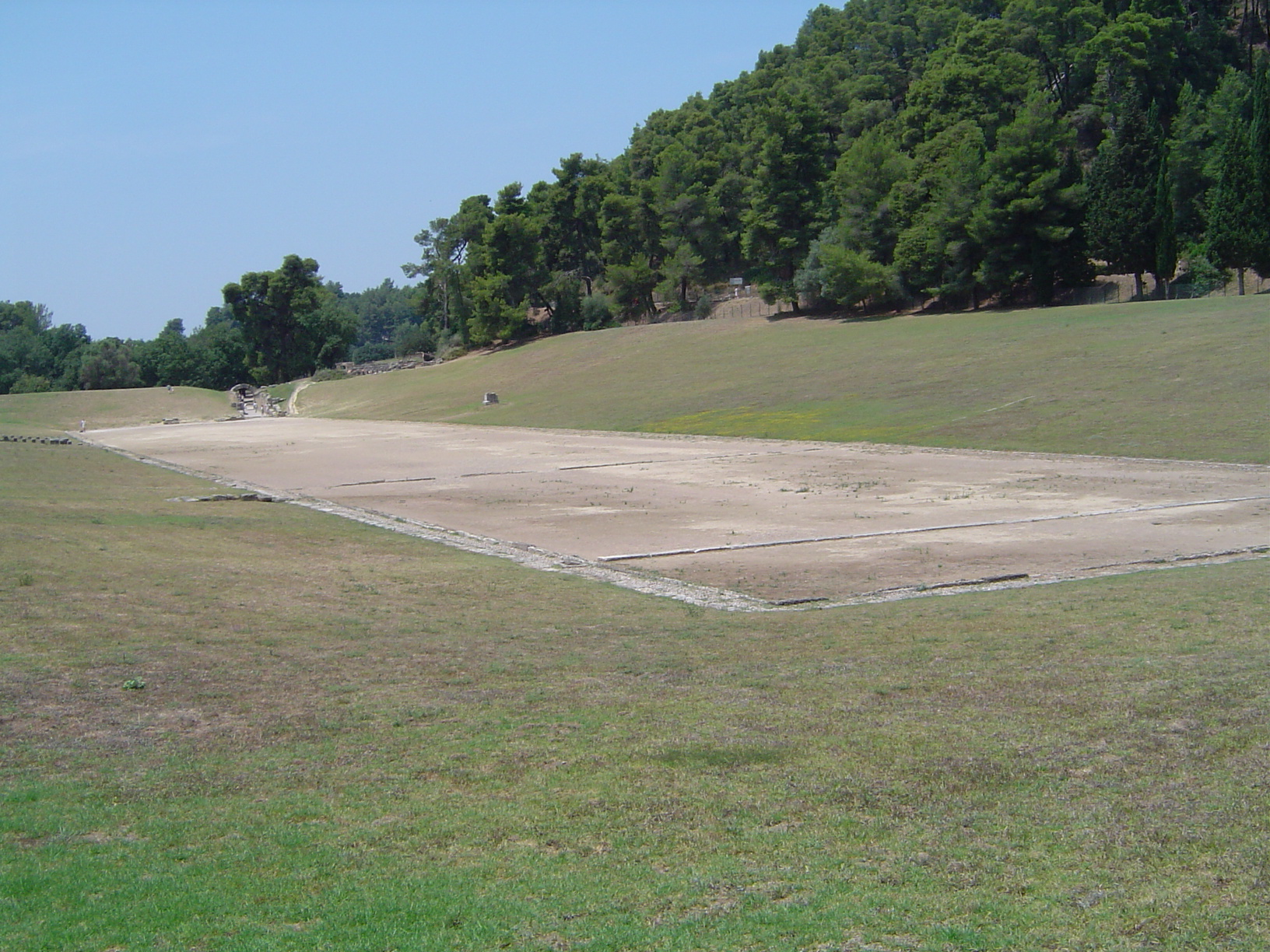
Vue de l'ancien stade d'Olympie.

Élis et Olympie sont distantes de 36 kilomètres environ à vol d'oiseau. Le résultat des fouilles ne permet pas une très bonne connaissance d'Élis antique, qui est donc principalement connue par la description qu'en fait Pausanias lors de sa visite de la ville. Celui-ci mentionne un gymnase comportant une piste de compétition et une piste d'entraînement, tous deux ombragés de platanes, ainsi qu'un endroit appelé πλέθριον / pléthrion, qui sert aux hellanodices à examiner les athlètes et à effectuer les tirages au sort. Un deuxième gymnase, plus petit, est appelé « tétragone » (carré) en raison de sa forme ; il est réservé à l'entraînement des athlètes. Un troisième accueille le sénat des Éléens ; il est relié aux thermes et à l'agora, qui porte le nom d'hippodrome, parce que les Éléens ont l'habitude d'y entraîner leurs chevaux. Le bâtiment des hellanodices se trouve sur la rue qui va du portique sud à l'agora.
Olympie est une ville consacrée aux jeux. Pour autant, elle n'est pas déserte hors des compétitions : les sanctuaires accueillent des touristes et des pèlerins. Un personnel spécialisé (sacrificateurs, joueurs de flûte, danseurs, cuisiniers, préposés au bois) est en permanence à la disposition de ces derniers pour les sacrifices. De la main d'œuvre supplémentaire est embauchée spécialement pour les jeux, en particulier pour remettre en état les installations : le stade sert de pâturage ou de terre de labour hors saison ; il faut l'aménager pour les épreuves. Il faut ainsi nettoyer la ligne de départ (βαλϐίς / balbís), constituée en pierre, légèrement surélevée et creusée de deux sillons pour caler la pointe des pieds. Le dispositif de départ à proprement parler (ὕσπληγξ / húsplêgx, cf. Hýsplex) est une sorte de barrière en corde abaissée au moment du signal du départ ; son installation est temporaire. La bálbis sert probablement aussi de planche pour le saut en longueur et de base pour les lancers, disque et javelot. Le stade comporte également à chaque extrémité un poteau unique autour duquel les coureurs doivent tourner dans les courses longues. Au nord, une tribune rectangulaire en pierre accueille les hellanodices. À l'ouest, un tunnel voûté, que Pausanias appelle l'« entrée cachée » (κρυπτὴ ἔσοδος / kruptề ésodos), permet aux athlètes d'entrer dans le stade. La piste à proprement parler est retournée, arrosée puis damée à l'aide de rouleaux compresseurs, avant d'être blanchie à la chaux. La piste du saut en longueur est également ameublie. L'hippodrome se trouve dans une zone qui n'a pas été fouillée ; on ignore tout de cette installation, y compris sa longueur et sa largeur.

### Cérémonies d'ouverture

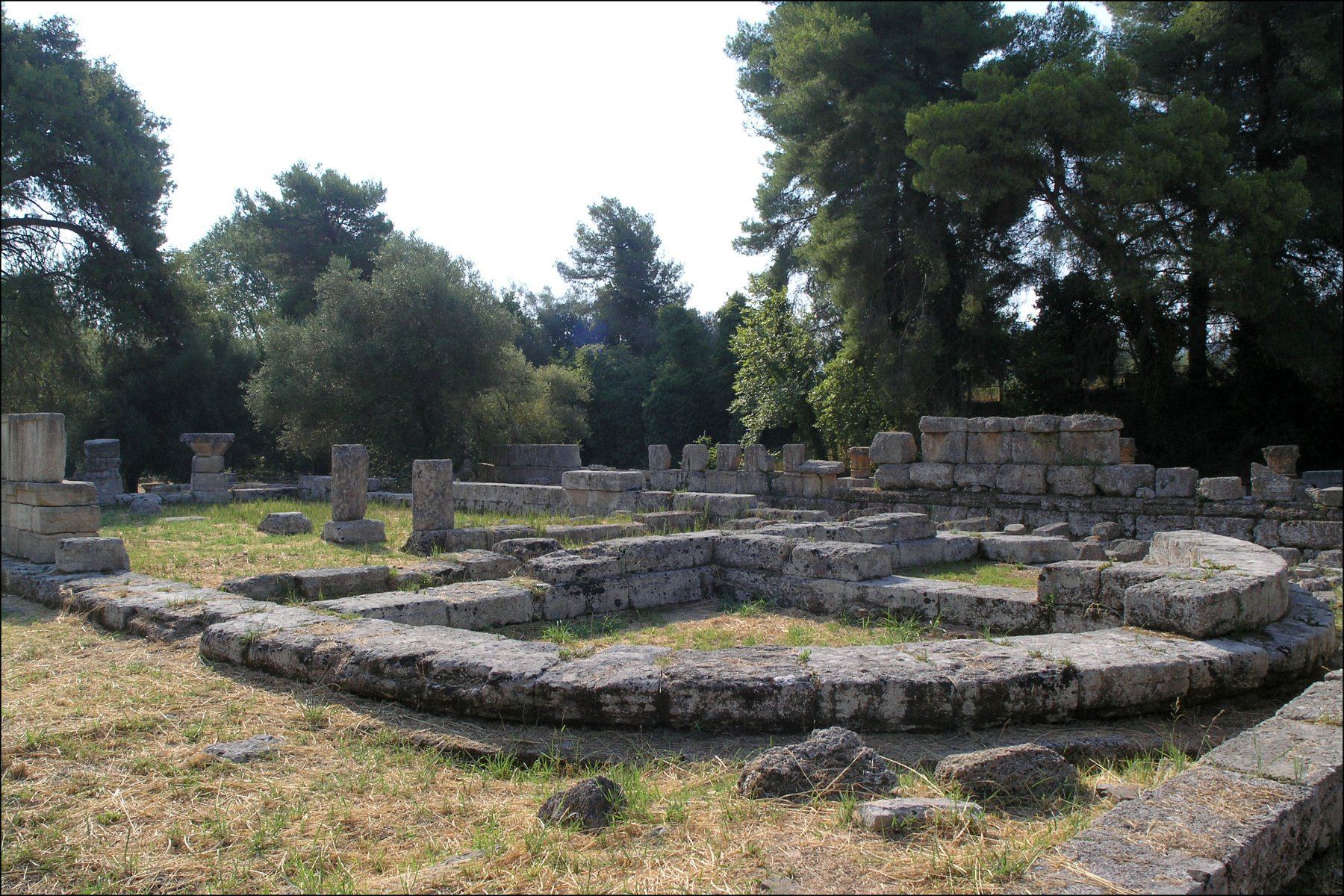
Ruines du bouleutérion d'Olympie.

Trois jours avant l'ouverture des Jeux, les athlètes, leur entourage et les magistrats se rendent en procession à Olympie. Les hellanodices se livrent peu avant l'arrivée à une purification rituelle, puis le cortège se rend au bois de l'Altis, emplacement du sanctuaire de Zeus, pour une hécatombe accompagnée de chants sacrés, puis de musique et de danse.
À cette date, les spectateurs sont déjà présents en nombre, formant un véritable village de tentes autour de l'enceinte sacrée. Les jeux sont en effet l'occasion d'une sorte de foire où les spectateurs peuvent se faire prédire l'avenir, acheter des babioles, admirer des tours de magie et des acrobaties. Le public peut également contempler les œuvres de peintres et sculpteurs venus dans l'espoir de trouver des commanditaires, et écouter l'un des nombreux sophistes ou écrivains déclamer leurs dernières œuvres — ainsi d'Hérodote Gorgias, Lysias et Isocrate, dont le Panégyrique est composé spécialement pour l'occasion.
Si les esclaves et Barbares peuvent assister aux jeux, les femmes en sont exclues, alors même qu'en-dehors des jeux, elles peuvent accéder à l'autel de Zeus ; selon la loi éléenne, les femmes découvertes sur les installations olympiques, ou même ayant seulement traversé le fleuve Alphée, doivent être précipitées du rocher du Typaion. Pausanias précise que l'interdiction vise les seules femmes mariées (gunaikes, par opposition aux parthenoi) et que la seule exception concerne la prêtresse de Déméter Chamyne, assise, pendant les épreuves, près de l'autel de Zeus. Seule une femme aurait été découverte dans l'enceinte des Jeux, une dénommée Kallipateira, veuve, qui aurait accompagné son fils aux épreuves, déguisée en entraîneur, et se serait démasquée en sautant de joie lors de la victoire de ce dernier. La précipitation du haut du Typaion lui aurait été épargnée en considération pour son père, ses frères et son fils, tous champions olympiques, mais les Éléens auraient imposé aux entraîneurs de se présenter nus pour éviter tout nouvel incident. Malgré tout, la participation des jeunes filles et des femmes non mariées a paru improbable : il aurait fallu les chaperonner. Pausanias pourrait confondre avec la participation des jeunes filles aux épreuves sportives des Héraia, réservés aux femmes, qui ont lieu non loin, à Élis. En tout état de cause, l'exclusion des femmes est un fait remarquable, car elles peuvent assister à d'autres jeux panhelléniques, comme les Jeux isthmiques.

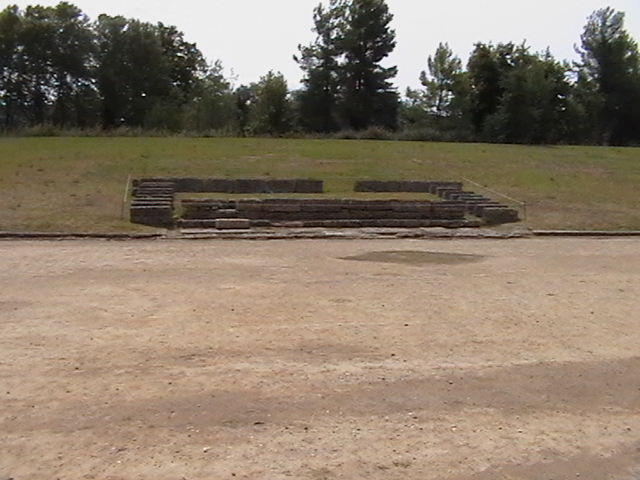
Vue de l'exèdre où se tiennent les hellanodices pour surveiller le stade.

Après le sacrifice, les athlètes prêtent le serment olympique devant la statue de Zeus Horkios ( Zeus garant des serments), située dans le bouleutérion. Ils jurent, dit Pausanias, « qu'ils ne violeront en rien l'ordre établi dans les jeux Olympiques (…), qu'ils se sont exercés avec le plus grand soin durant dix mois sans interruption. » À l'époque romaine, ils demandent à Zeus de leur accorder « la couronne ou la mort » et invoquent la protection d'Héraclès. Le serment est prêté sur les morceaux découpés (tomia) d'un sanglier sacrifié, rituel particulièrement solennel qu'on retrouve par exemple dans les procès pour meurtre à Athènes ou au moment de la signature des traités,.
Les athlètes sont ensuite classés par tranche d'âge par les hellanodices entre la catégorie des garçons (παῖδες / paîdes) et celle des hommes (ἄνδρες / ándres). Selon les sources, la définition de la catégorie « paides » varie. Damiskos de Messène, vainqueur à douze ans selon Pausanias du stadion des enfants en 388 av. J.-C., est le plus jeune vainqueur olympique connu,,. Toujours selon Pausanias, Nikasylos de Rhodes, lutteur âgé de 18 ans, ne fut pas autorisé à concourir dans la catégorie « enfant », Malgré tout, pendant longtemps, les historiens se fondant sur le règlement des Sebasta, les « Jeux Augustes », concours considérés comme isolympiques de Néapolis au Ier siècle apr. J.-C., ont compris la catégorie « enfant » comme entre 17 et 20 ans,. Cette interprétation cependant repose sur des deux extrapolations : la première parce qu'elle s'appuie sur un texte lacunaire et la seconde sur le fait que les Sebasta auraient été isolympiques alors qu'ils comprenaient des épreuves de danse et musique. Stephen G. Miller, en 2004, place la limite entre les catégories « enfant » et « adulte » à 17 ans. Pour J. M. Roubineau, en 2016, un enfant aurait entre 12 et 18 ans. Mark Golden, en 2004, suggère que les catégories aient pu être définies non pas en fonction de l'âge, mais plutôt de la morphologie du sportif. Les juges s'appuient dans leur choix sur le témoignage de l'athlète, de son entraîneur et de ses parents ; ils peuvent également classer d'autorité dans la catégorie supérieure des jeunes gens dont la constitution est déjà celle d'un homme fait. Eux aussi ont prêté un serment olympique : ils jurent de juger équitablement, ne pas se laisser corrompre et de tenir secret tout ce qui leur aura été confié par les athlètes. Suivent ensuite les premières épreuves, qui visent à choisir le meilleur trompette et le meilleur héraut. Ils seront chargés, respectivement, de faire taire la foule par une sonnerie, puis de faire les annonces publiques : épreuve à venir, nom des concurrents, etc.
La veille des jeux, une procession se rend du prytanée, où résident les hellanodices, au foyer d'Hestia. De nouveaux sacrifices ont lieu, puis le héraut annonce au public le nom du propriétaire des chevaux et des athlètes qui prendront part aux concours, ainsi que celui de leur père et de leur cité de naissance. Le public doit vérifier que les concurrents ont bien la capacité de prendre part aux épreuves : ils doivent être Grecs, citoyens à part entière (et non en exil), et ne pas être accusés de meurtre ou de sacrilège. Ainsi, Hérodote raconte qu'Alexandre Ier de Macédoine, voulant concourir à la course, voit sa qualité d'Hellène contestée par ses rivaux : après avoir prouvé qu'il est argien, il est admis par les hellanodices.
Les jeux débutent toujours à la deuxième pleine lune qui suit le solstice d'été. Ils durent sept jours et, depuis la réorganisation de 472 av. J.-C., les épreuves sportives s'étalent sur les cinq derniers jours. Aucun texte ne fournit l'ordre exact des épreuves ; on prend ici comme année de référence l'an 300 av. J.-C.

### Épreuves

#### Épreuves hippiques

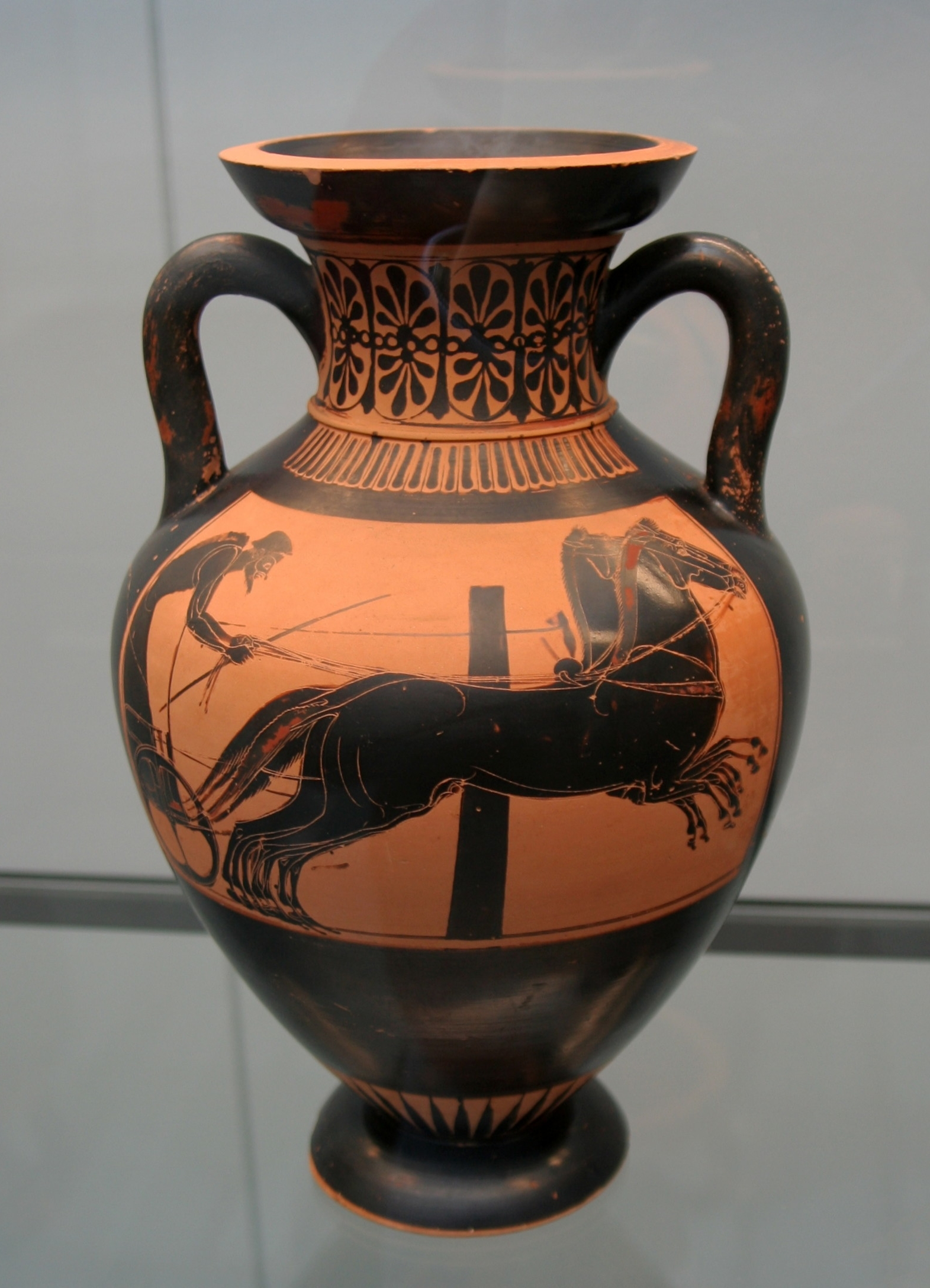
Quadrige passant la borne à l'extrémité de la piste. Amphore pseudo-panathénaïque du Peintre d'Euphilétos, v. -500 Staatliche Antikensammlungen (Inv. 1452).

Les épreuves sportives commencent par les courses de chevaux (ἱππικοὶ ἀγῶνες / hippikoì agỗnes). La première est la course de quadriges (τέθριππον / téthrippon), durant laquelle l'attelage doit parcourir 12 tours de piste, soit environ 14 000 mètres. Cette compétition est très renommée, l'aristocrate athénien Alcibiade y acquiert une grande réputation lors des jeux de 416 av. J.-C ou Hérodote de Thèbes. Selon les époques, les propriétaires font parfois courir un « jockey » (le plus souvent un esclave) à leur place : la victoire démontre que le propriétaire a la faveur des dieux, qu'il est assez riche pour se payer des chevaux de course, et suffisamment perspicace pour engager un bon jockey.
Selon Xénophon, et Plutarque, le roi de Sparte Agésilas II incite sa sœur Cynisca à aligner son propre quadrige pour prouver que la victoire tient non pas à la vertu virile (ἀνδραγαθία / andragathía), mais à la seule richesse. Les chevaux de Cynisca remportent par deux fois la course, en 396 av. J.-C. et en 392 av. J.-C.. Si elle ne peut recevoir son prix en personne, du fait de l'interdiction pour les femmes d'assister aux épreuves, sa statue est ensuite érigée dans le sanctuaire d'Olympie, avec cette inscription :

« Mes ancêtres et mes frères furent rois de Sparte.

Moi, Kyniska, vainqueur avec un char de chevaux rapides, 

j'ai érigé cette statue. Je déclare être la seule femme

de toute la Grèce à avoir reçu cette couronne. »

Les épreuves hippiques comprennent également une course de chars à deux chevaux (συνωρίς / sunóris), qui remonte au début du IVe siècle av. J.-C. ; elle comporte huit tours de piste, soit 9 500 mètres environ. La course montée (κέλης / kélês) est plus ancienne. Là encore, les cavaliers ne sont pas les propriétaires : ce sont de jeunes jockeys qui montent à cru – sans selle ni étriers. Il arrive donc que le cheval remporte la course après avoir perdu son cavalier.
Enfin, des épreuves similaires, mais réservées aux poulains, sont créées peu avant 300 av. J.-C. pour le quadrige, en 268 av. J.-C. pour le bige et en 256 av. J.-C. pour la course montée. Il revient aux hellanodices de classer les chevaux dans chaque catégorie.

#### Épreuves gymniques

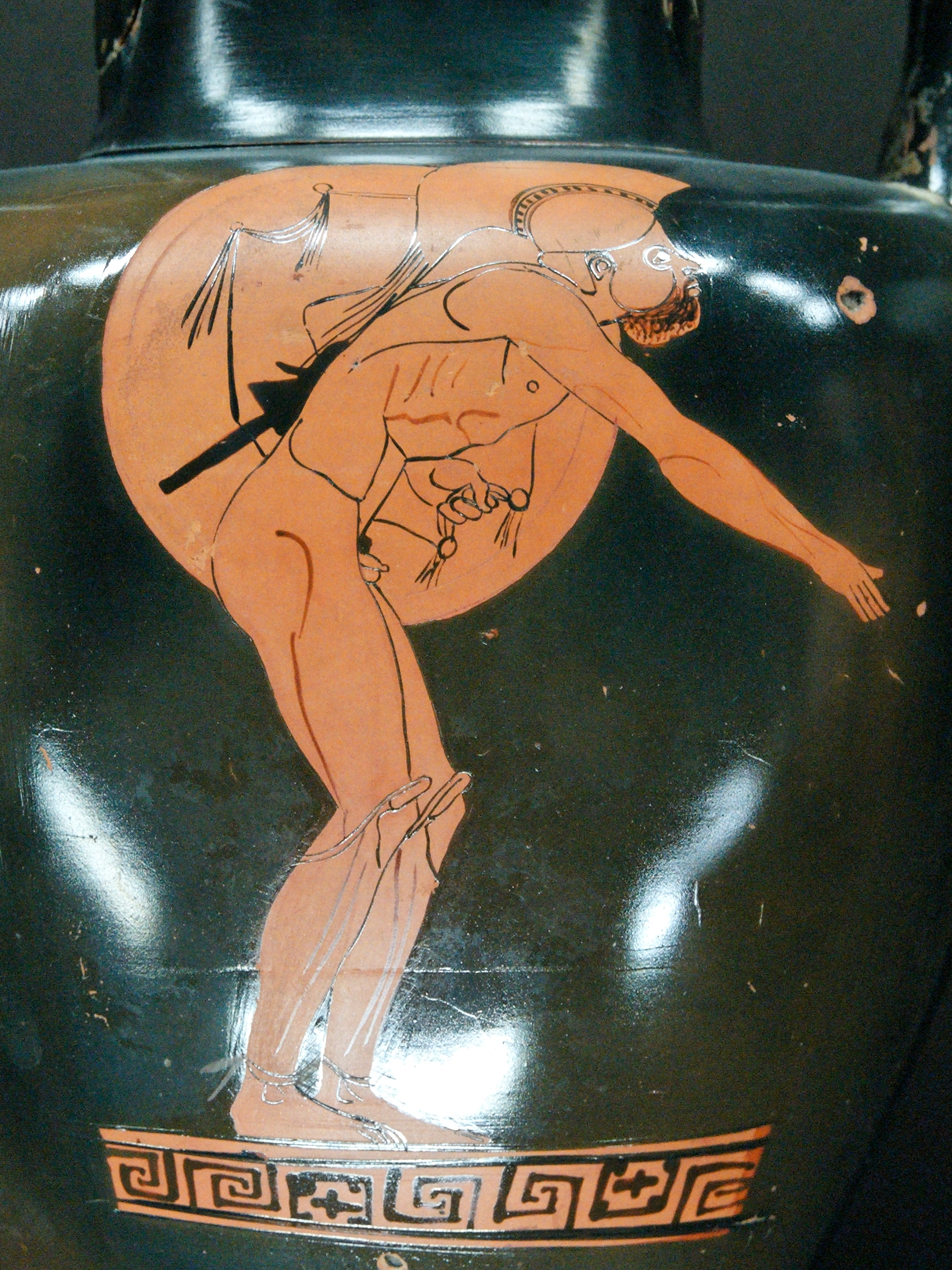
Course en armes. Amphore à col du Peintre de Berlin, v. 480-470 av. J.-C. Musée du Louvre (CA 214).

Les autres épreuves sont qualifiées de « gymniques » (γυμνικοί ἀγῶνες / gumnikoí agỗnes) c'est-à-dire, au sens propre, « nues », parce que les athlètes y concourent complètement nus (y compris la tête et les pieds), comme c'est la norme pour la pratique sportive en Grèce antique depuis le VIIIe siècle av. J.-C. Thucydide attribue l'introduction de cette pratique aux Spartiates et la présente curieusement comme un progrès par rapport à l'usage antérieur, hérité des Minoens, consistant à porter une sorte de caleçon moulant.
Les athlètes se frictionnent tous d'huile, invention attribuée là encore aux Spartiates. Il s'agit très probablement d'échauffer les muscles avant l'effort ; des participants à la reconstitution des jeux néméens en 1996 ont également témoigné que l'huile limitait la déperdition d'eau pendant l'épreuve.
La première des épreuves gymniques est le pentathlon, qui se déroule sur le stade. La discipline en regroupe cinq, dans l'ordre : le lancer du disque, le lancer du javelot, le saut en longueur, la course à pied et la lutte. Toutes les épreuves ont lieu durant la même journée. L'Histoire ne dit pas comment le vainqueur est déterminé, même s'il est certain que le vainqueur de trois des épreuves, notamment en lutte remporte l'ensemble et que les candidats qui d'emblée se révèlent les plus faibles sont exclus de l'épreuve finale. Le soir de cette première épreuve, nuit de pleine lune, une hécatombe est offerte sur l'autel de Zeus, entièrement constitué des cendres et restes calcinés des sacrifices de l'année.
La première course est le δολιχός / dolikhós, une course de fond que l'on retrouve dans toutes les compétitions sportives. À Olympie, elle est longue de 24 stades, soit 4200 à 4 500 mètres. Elle est suivie d'une épreuve particulière aux jeux olympiques, le στάδιον / stádion qui, comme son nom l'indique, est longue d'un stade — celui d'Olympie mesure 192 mètres. C'est la course la plus courte du sport grec, qui ne connaît pas le 100 mètres moderne. Elle est l'épreuve reine des jeux : le vainqueur donne son nom à l'olympiade. Selon Pausanias, les concurrents sont parfois si nombreux qu'il est nécessaire de procéder à deux courses éliminatoires. Le stadion est suivi par le δίαυλος / díaulos, une course longue de deux stades. Une anecdote rapportée par Hérodote laisse entendre que les faux départs étaient sanctionnés.

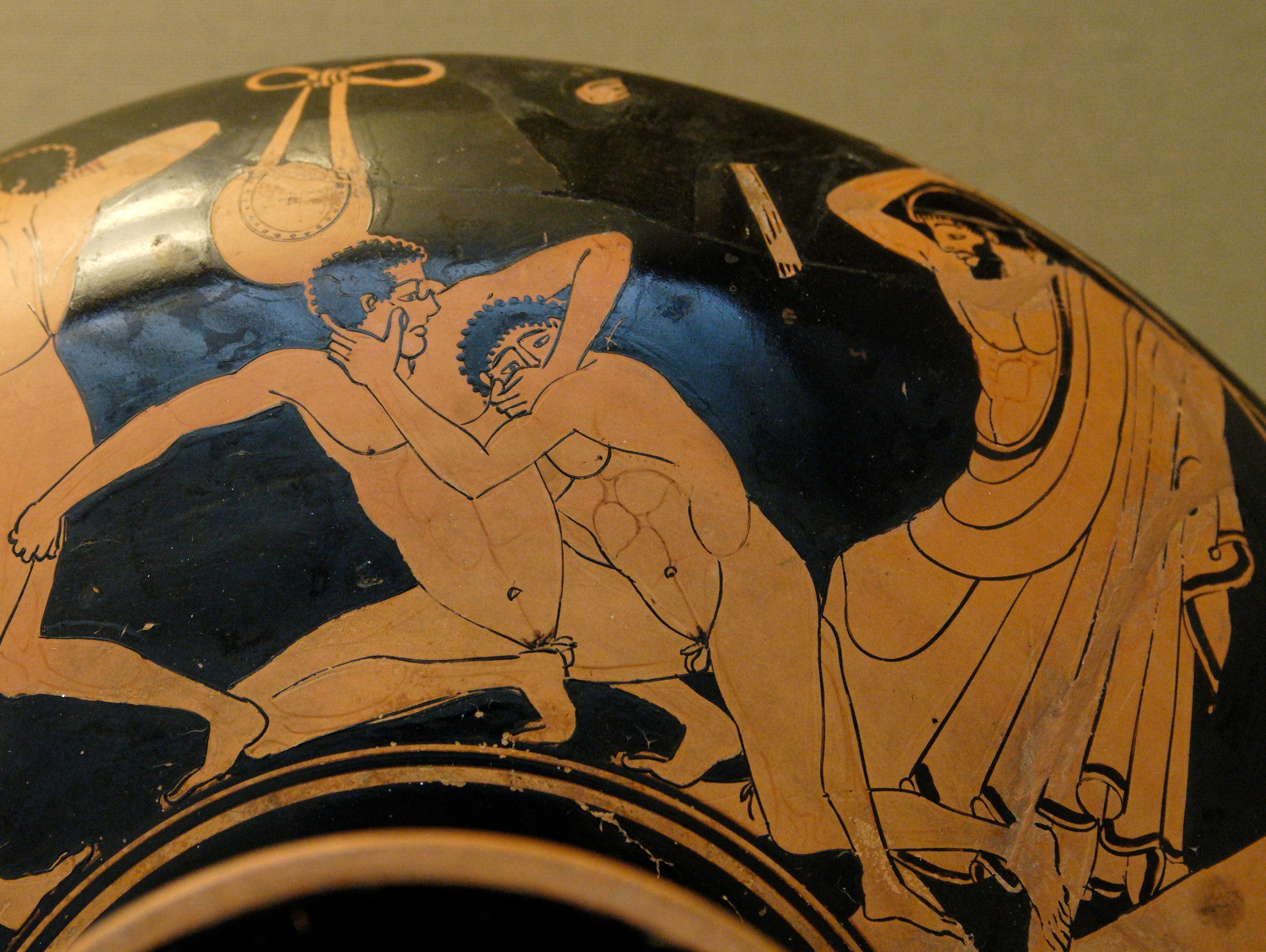
Scène de pancrace : un arbitre punit avec un fouet un athlète qui tente de crever l'œil de son adversaire. Kylix du Peintre de la Fonderie, v. 490-480 av. J.-C. British Museum (E 78).

Après les courses, on passe aux épreuves dites « lourdes » (βαρέα ἆθλα / baréa ãthla), pour lesquelles est nécessaire une aire spéciale (σκάμμα / skámma), dont la terre a été ameublie. La première est usuellement la lutte (πάλη / pálê), sport très populaire qui a donné son nom à la palestre (παλαίστρα / palaístra), c'est-à-dire le complexe d'installations sportives dont chaque cité est dotée. Le but est de projeter son adversaire au sol sans y être entraîné soi-même ; le match se dispute au meilleur des trois manches. Suit ensuite le pugilat (πὐξ / púx ou πυγμαχία / pugmakhía), qui s'apparente à la boxe anglaise du XVIIIe siècle. Elle consiste à mettre KO l'adversaire (ou à le faire abandonner) en un round unique ; les coups sont portés presque uniquement à la tête, ce qui favorise la garde haute, bras tendu. La dernière épreuve est le pancrace (παγκράτιον / pankrátion), un sport très brutal qui recherche également la mise hors de combat de l'adversaire, sans autre interdiction que de mettre les doigts dans les yeux de celui-ci.
La course en armes (ὁπλίτης δρόμος / hoplítês drómos) clôt les jeux olympiques. Les coureurs portent un bouclier au bras gauche, un casque et, jusqu'en 450 av. J.-C., des cnémides ; ils parcourent deux stades. On ignore la raison de l'inclusion au programme de cette curieuse épreuve, qui existe également à Némée, Athènes et Platées. Elle apparaît relativement tard, en 520 av. J.-C., soit un siècle après les autres épreuves gymniques, ce qui ne s'accorde guère avec l'hypothèse selon laquelle elle serait un vestige d'un temps où l'athlétisme préparerait à la guerre.

### Honneurs et récompenses

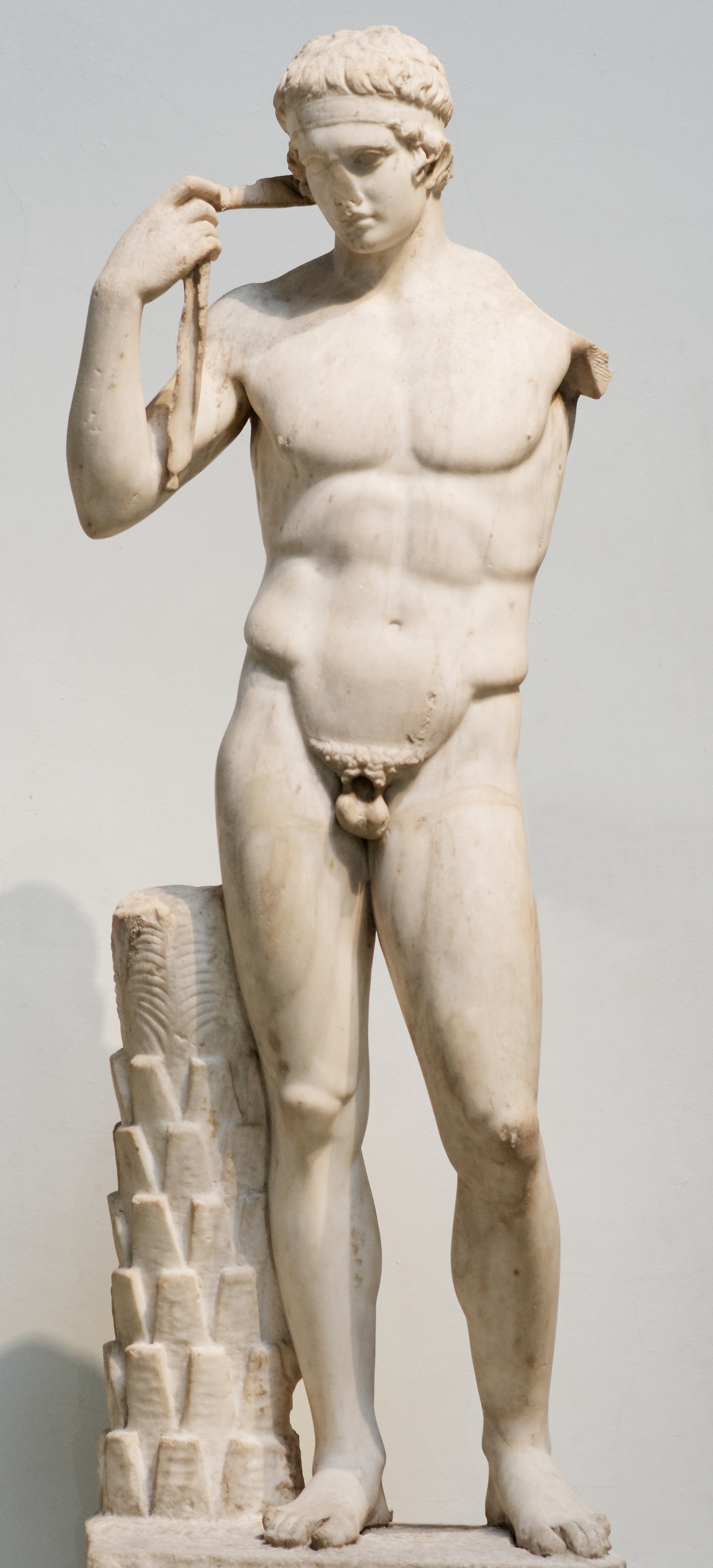
Athlète nouant le bandeau de la victoire : le Diadumène Farnèse. British Museum.

Les premiers honneurs sont décernés après chaque épreuve. Le nom du vainqueur est proclamé par le héraut en même temps que le nom de son père et celui de la ville pour laquelle il concourt. Il reçoit le bandeau de la victoire et une palme, à la suite de quoi il effectue un tour d'honneur sur la piste, tandis que la foule l'acclame et lui jette des fleurs. Seul le premier a droit aux honneurs ; les Grecs n'accordent aucune distinction aux athlètes arrivés deuxième et troisième.
Le véritable prix est remis le dernier jour des Jeux, devant le temple de Zeus : les athlètes vainqueurs ou « olympioniques » reçoivent une couronne d'olivier sauvage des mains des hellanodices. Les couronnes sont tressées avec les rameaux de l'olivier sauvage (κότινος καλλιστέφανος) rapporté, selon la légende, par Hercule du pays des Hyperboréens ; elles ont été coupées avec une faucille en or par un jeune garçon dont les deux parents sont encore en vie. La cité d'Élis offre ensuite un banquet au prytanée à l'ensemble des vainqueurs. Comme pour tous les jeux grecs, les athlètes victorieux (et fortunés) peuvent commander à un poète une ode de victoire ou épinicie, célébrant son exploit, qui sera chantée par un chœur durant le banquet. On a ainsi conservé quatorze odes aux vainqueurs olympiques de Pindare et quatre de Bacchylide. Ils peuvent également faire ériger dans le sanctuaire de Zeus une statue à leur effigie. Le grec qui gagne des prix aux quatre Jeux panhelléniques est désigné par le titre de περιοδονίκης, periodonikès, le vainqueur du « Grand Chelem » du sport grec.
Chacun des vainqueurs, revenu dans sa cité, reçoit une récompense monétaire, une rente ou des exemptions diverses. À Athènes, le vainqueur olympique (Ὀλυμπιονίκης / Olumpioníkês) est entretenu jusqu'à la fin de ses jours au Prytanée : on dit dans les inscriptions qu'il est « couronné de viande ». Il reçoit également une récompense plafonnée par Solon à 500 drachmes. Une autre cité n'hésite pas à abattre une partie de ses murailles pour faire entrer son champion par une porte par laquelle nul autre n'est jamais passé auparavant. À Sparte, les « stéphanites » (athlètes couronnés aux jeux) obtiennent le privilège de marcher au combat près du roi. Le philosophe Xénophane de Colophon au Ve siècle raillait toutefois ces honneurs rendus à la seule force physique.  
La gloire que s'attire une cité qui peut s'enorgueillir d'un ou plusieurs champions olympiques est considérable. Comme à l'époque moderne, il importe pour les cités majeures de revendiquer le plus grand nombre de victoires possibles. À cet égard, Sparte se taille la part du lion : le premier champion spartiate connu remonte à la XVe olympiade (720 av. J.-C.) ; sur 81 champions connus de cette date à 576 av. J.-C., 46 sont Spartiates, dont 21 sur 36 vainqueurs du stadion. En revanche, Athènes est beaucoup moins bien lotie avec seulement 18 champions de 776 av. J.-C. à 399 av. J.-C..

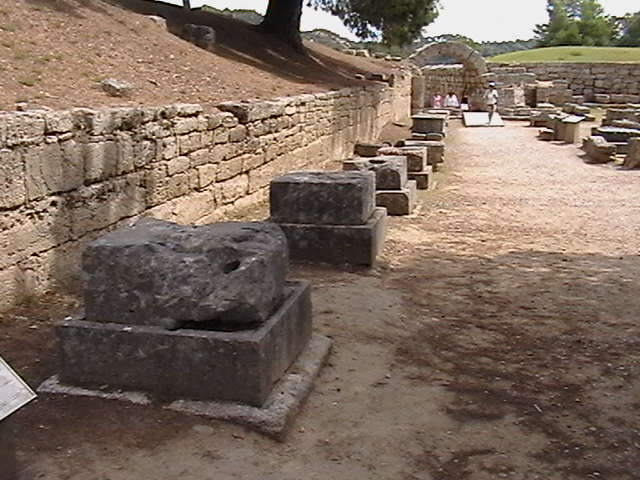
Bases des Zanes, statues de Zeus financées par les amendes payées par les athlètes ayant proposé ou reçu des pots-de-vin.

Le chauvinisme sportif pousse parfois à des manœuvres douteuses : il arrive qu'un athlète soit débauché par une cité autre que celle dont il est originaire. Ainsi, un certain Astylos, champion du stadion et du diaulos pour le compte de Crotone, sa ville natale, en 488 av. J.-C., puis pour le compte de Syracuse les deux olympiades qui suivent ; furieux, les Crotoniates retirent la statue qu'ils lui avaient dédiée dans le sanctuaire de Junon Lucinia et transforment sa maison en prison. Les Syracusains récidivent en 170 av. J.-C. : ils tentent de convaincre le père d'un jeune athlète originaire de Milet de se proclamer natif de leur cité. Le père refuse l'offre, préférant être le premier Ionien à consacrer une statue à Olympie.
Il arrive également que les athlètes se laissent corrompre malgré le serment qu'ils ont prêté. Ceux qui sont convaincus de corruption sont condamnés à payer une amende,. Pausanias mentionne deux groupes de six statues de Zeus en bronze, les Ζᾶνες / Zânes, financées par ce moyen ; elles se situent près du stade, sur le trajet des athlètes, et sont chargées de leur rappeler que « ce n'est pas à prix d'argent, mais par la légèreté des pieds et la vigueur du corps qu'on doit mériter la victoire à Olympie. »
Une liste de vainqueurs olympiques a été découverte sur un papyrus du troisième siècle à Oxyrhynque, en 1897 (Papyrus Oxyrhynchus 222).

## Vainqueur
| Nom        | Cité    | Nombre de victoire | Année de victoire | Sport   |
| ---------- | ------- | ------------------ | ----------------- | ------- |
| Corèbe     | Élis    | 1                  | 776 av J.-C.      | Stadion |
| Antimaque  | Élis    | 1                  | 772 av J.-C.      | Stadion |
| Eschine    | Élis    | 1                  | 760 av J.-C.      | Stadion |
| Androclos  | Messène | 1                  | 768 av J.-C.      | Stadion |
| Polycharès | Messène | 1                  | 764 av J.-C.      | Stadion |
| Dioclès    | Messène | 1                  | 752 av J.-C.      | Stadion |
| Anticlès   | Messène | 1                  | 748 av J.-C.      | Stadion |
| Oebotas    | Dymes   | 1                  | 756 av J.-C.      | Stadion |

## Des jeux antiques aux jeux modernes

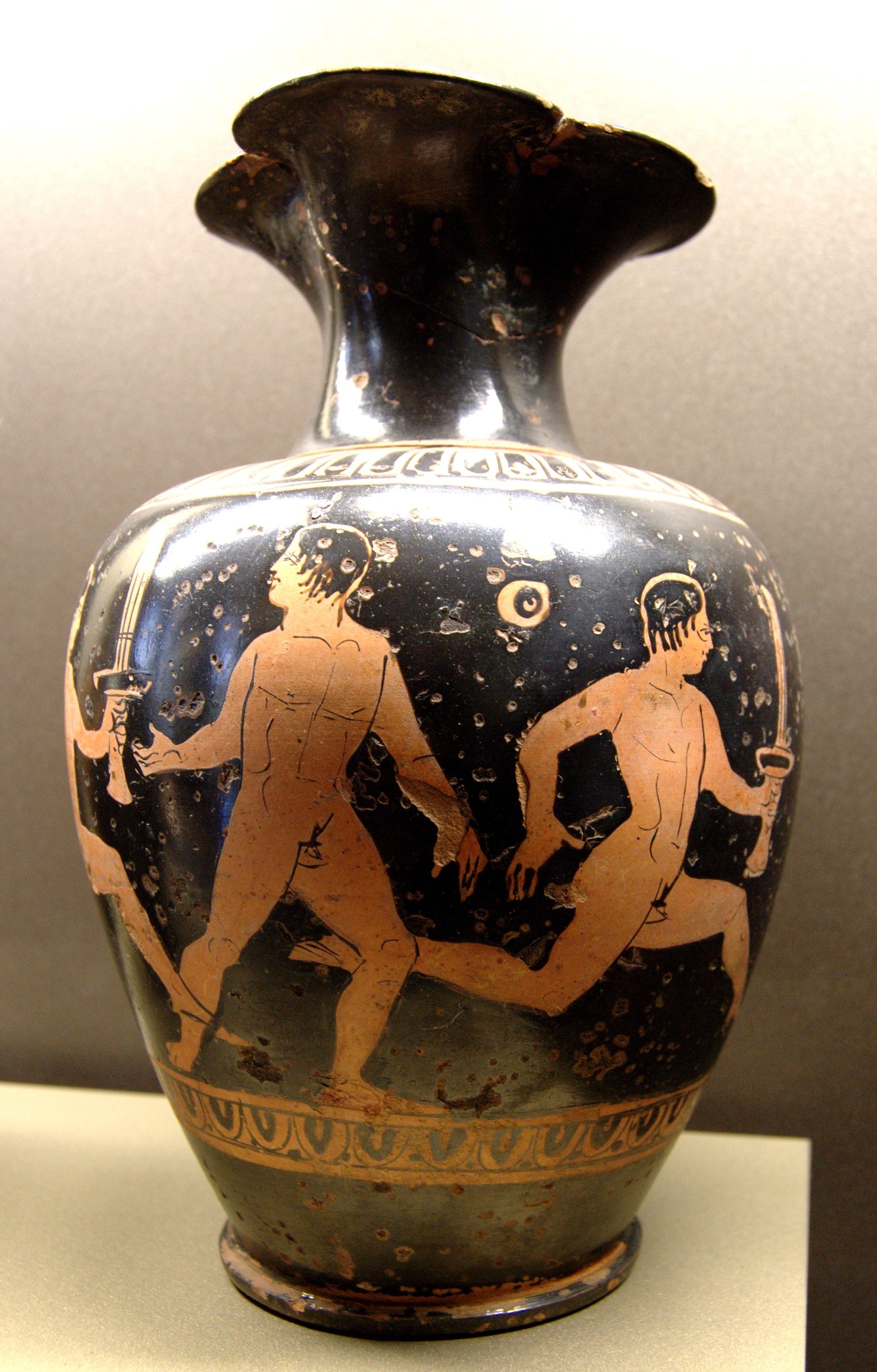
Lampadédromie (relais de flambeaux). Œnochoé attique du Musée du Louvre.

Pierre de Coubertin, quand il s'efforce de remettre sur pied les jeux olympiques, s'inspire des jeux de l'Antiquité pour définir l'idéal olympique. Il s'appuie sur l'historiographie de l'époque, marquée par les travaux de John Mahaffy, Paul Shorey, Percy Gardner et E. Norman Gardiner. Ce dernier défend la thèse selon laquelle les athlètes étaient originellement de riches aristocrates, concourant pour la beauté du sport. Cet idéal se serait ensuite corrompu pour laisser place, au début du IVe siècle av. J.-C. à des athlètes professionnels, gagnant leur vie par la compétition. Cette image idéalisée a été contestée par des historiens plus récents, qui mettent en avant les sommes importantes que pouvaient gagner les champions, et ce dès le début des compétitions sportives grecques.
De fait, les jeux olympiques modernes n'ont, dès leur création en 1896, que peu à voir avec les jeux antiques. Le concept de flamme olympique n'existe pas en Grèce antique : la lampadédromie ou relais de flambeaux, qui s'en rapproche le plus, est un rituel religieux organisé dans le cadre de certaines festivités — d'abord les Panathénées, les Héphaisties et les Prometheia —, mais qui ne fait pas partie du programme gymnique. En outre, les courses sont strictement locales à une cité. De même, les Jeux antiques ont toujours lieu à Olympie, contrairement aux jeux modernes, qui changent de site à chaque fois.
Le programme des épreuves des jeux antiques se stabilise au VIe siècle av. J.-C., puis reste inchangé jusqu'à la fin. Beaucoup de disciplines des Jeux actuels sont inconnues des anciens Grecs, ou du moins ne font pas partie des principaux jeux. En particulier, ils ne courent pas sur des distances aussi longues que le marathon ; l'épreuve se rattache simplement à la légende d'Euclès (à ne pas confondre avec Phidippidès), qui parcourt les 42 kilomètres qui séparent Marathon d'Athènes pour annoncer la victoire grecque. Les Grecs ne pratiquent pas non plus d'épreuve par équipe.
Enfin, le plaisir de participer est étranger à l'idéal grec, pour lequel seule vaut la victoire, « La couronne ou la mort », comme le demandent les athlètes à Zeus. Les historiens Moses Finley et H.W. Pleket écrivent ainsi : « C'était l’“esprit” olympique, l'olympisme tel que Pierre de Coubertin le concevait, qui devait servir son dessein, et non la réalité des jeux olympiques de l'Antiquité. »
La décision réinstaurant les Jeux affirme ainsi qu'ils devront être fondés « sur des bases et dans des conditions conformes aux nécessités de la vie moderne,. » Coubertin lui-même déclare :

« Modernes, très modernes, seront ces jeux Olympiques restaurés : il n'est pas question de se vêtir de maillots roses pour courir dans un stade de carton ; et ceux qui entrevoient déjà les théories blanches gravissant solennellement, aux sons retrouvés de l'Hymne à Apollon, ceux-là en seront pour leurs frais d'imagination. Point de trépieds, ni d'encens: ces belles choses sont mortes et les choses mortes ne revivent pas ; l'idée seule peut revivre, appropriée aux besoins et aux goûts du siècle. De l'antiquité nous ne prétendons rétablir qu'une chose, la trêve, la très sainte !… que consentaient les nations grecques pour contempler la jeunesse et l'avenir,. »

#### Bases de données et dictionnaires
- Notices dans des dictionnaires ou encyclopédies généralistes :   - Britannica
  - Den Store Danske Encyklopædi
  - Larousse
  - Universalis
  - Visuotinė lietuvių enciklopedija
- Notices d'autorité :   - IdRef
  - LCCN
  - Israël